# Fahrwangen
Fahrwangen es una comuna suiza situada en el cantón de Argovia. Tiene una población estimada, a fines de 2020, de 2338 habitantes.
Pertenece al distrito de Lenzburg. Limita al norte con la comuna de Sarmenstorf, al este con Bettwil, al sur con Aesch (LU) y Schongau (LU), y al oeste con Beinwil am See y Meisterschwanden.